# Трёхсекторная модель экономики
Трёхсекторная модель экономики (теория секторов, теория структурных изменений Фишера — Кларка, модель Кларка — Фишера) — теория, согласно которой экономика состоит из трёх секторов деятельности: добыча сырья (первичный), производственного (вторичный), и сфера услуг (третичный).
Модель была разработана Аланом Фишерем, Колином Кларком и Жаном Фурастье в работах 1935—1949 гг.

## Структура экономики
Теория сформировалась в работах Алана Фишера, Колина Кларка и Жана Фурастье.
А.Фишер в своей статье от 1935 года выделил три сектора экономики:
1. Первичный сектор экономики — добыча сырья, сельское хозяйство, горнодобывающая, рыбная и лесная промышленность.
2. Вторичный сектор экономики — промышленное производство и строительство.
3. Третичный сектор экономики — сфера услуг, образование и туризм.

А К. Кларк в своей работе «Условия экономического прогресса» от 1940 года связывал изменения в секторальной структуре производства и занятости с выявленными статистикой изменениями в структуре потребительского спроса: по мере роста душевого дохода спрос на продукцию сельского хозяйства постепенно снижается; на промышленные товары — сначала увеличивается, а затем по достижении известного уровня насыщения рынка сокращается; на услуги — постоянно растёт. В соответствии с изменениями в структуре потребительского спроса исторически преимущественное развитие сначала получает первичный сектор экономики, затем вторичный и наконец третичный.

## Этапы развития общества
По К. Кларку каждая страна проходит три стадии развития: аграрную (производительность в стране растёт медленно), промышленную (рост производительности достигает максимума) и стадию преимущественного роста сферы услуг (темп роста производительности снова замедляется). В секторальной структуре занятости доля сельского хозяйства неуклонно снижается, доля промышленности сначала растёт, но в долгосрочном аспекте снижается, доля сферы услуг постоянно повышается.
Ж. Фурастье в своей работе «Великая надежда XX века» пишет о повышении качества жизни, социальной безопасности, расцвете образования и культуры, высоком уровне квалификации, гуманизации труда и предотвращении безработицы.
Страны с низким доходом на душу населения находятся в ранней стадии развития; основная часть национального дохода достигается за счет производства в первичном секторе. Страны на более продвинутой стадии развития, со средним национальным доходом, генерируют свои доходы в основном во вторичном секторе. В высокоразвитых странах с высоким уровнем дохода, третичный сектор преобладает в общем выпуске экономики.
Согласно Ж. Фурастье, распределение рабочей силы между тремя секторами прогрессирует через различные этапы следующим образом:
- Первый этап — традиционная цивилизация (доиндустриальное общество), где занятость распределяется в первичном секторе — 70 %, во вторичном секторе — 20 %, в третичном секторе — 10 %. Этот этап представляет собой общество с неразвитой наукой, с незначительным использованием техники. Раннему средневековью европейских стран, или в текущее время современным развивающимся странам.
- Второй этап — индустриальное общество, где занятость в первичном секторе — 40 %, во вторичном секторе — 40 %, в третичном секторе — 20 %. Чем больше развёртывается оборудования в первичном секторе, тем сильнее уменьшается число необходимых работников. В результате спрос на технику производства во вторичном секторе увеличивается. Второй этап начинается с индустриализации: механизация с глубокой переработкой (автоматизации) производства, с использованием конвейера. Третичный сектор начинает развиваться в финансовом и государственном секторе. Состояние развития соответствует развитым странам.
- Третий этап — постиндустриальное общество, где занятость в первичном секторе — 10 %, во вторичном секторе — 20 %, в третичном секторе — 70 %. В первичном и вторичном секторе доминирует автоматизация, и таким образом спрос на рабочую силу падает в этих секторах. Рабочая сила перемещается в растущий третичный сектор. Ситуация теперь соответствует современным высокоразвитым странам.

Следующий этап, когда третичный сектор вырастает до таких огромных размеров, что выделяются:
- Четвертичный сектор экономики с ростом занятости в финансовых, юридических, информационных и некоторых специфических компаниях, связанных с услугами для бизнеса, и
- Пятеричный сектор экономики — сектор услуг для населения, требующий особенно высокого уровня квалификации персонала (образование, медицина, административное обслуживание и т. п.).